# Hatsepszut (hercegnő)
Hatsepszut ókori egyiptomi hercegnő volt a XIII. dinasztia idején. Egy Abüdoszban talált mészkősztéléről ismert, amely ma a kairói Egyiptomi Múzeumban található. Ezen említik, hogy egy Nofret nevű királyné lánya, de apja neve nem szerepel, és Nofret királyné sem ismert máshonnan.
Hatsepszut a sztélén egy Nedzseszanh Iu nevű katona feleségeként jelenik meg. Nedzseszanh Iu szülei egy Ameni nevű katona és Henib. A sztélé Nedzseszanh Iu több gyermekét is ábrázolja, két lánynak Hatsepszut volt az anyja, egy lánynak és két fiúnak pedig egy másik feleség, Nubemwah. A sztélé középső része sérült, ezért közülük csak Hatsepszut második lánya, Nebetjunet neve maradt fenn.
Egy Hatsepszut nevű hercegnő ismert egy szkarabeuszpecsétről is. 2017-ben XIII. dinasztia korabeli piramist fedeztek fel Dahsúrban, a benne előkerült kőtáblán a Piramisszövegek részlete és Ameni Kemau fáraó neve állt. Ugyanebben a piramisban találtak egy kanópuszládát, melyen „a király leánya, Hatsepszut” neve állt. Egyelőre nem tudni, hogy a sztélén, a szkarabeuszon és a kanópuszládán említett Hatsepszut ugyanaz a személy, vagy két, esetleg három különböző nőről van szó.

## Fordítás
- Ez a szócikk részben vagy egészben  a   Hatshepsut (King's Daughter) című angol Wikipédia-szócikk ezen változatának fordításán alapul.  Az eredeti cikk szerkesztőit annak laptörténete sorolja fel. Ez a jelzés csupán a megfogalmazás eredetét és a szerzői jogokat jelzi, nem szolgál a cikkben szereplő információk forrásmegjelöléseként.